# Newlands Cricket Ground
Der Newlands Cricket Ground ist ein Cricket-Stadion in der südafrikanischen Stadt Kapstadt. Das Stadion dient als Heimstätte des Cape Cobras.

## Kapazität und Infrastruktur
Das Stadion hat eine Sitzplatzkapazität von 25.000 Plätze. Die beiden Ends heißen Wynberg End und Kelvin Grove End.

## Nutzung
Internationales Cricket wird in dem Stadion seit 1889 gespielt, wurde jedoch 1970 mit dem Stopp des internationalen Crickets in Südafrika eingestellt. Erst ab 1993 ging es daher weiter. Beim Cricket World Cup 2003 fanden hier fünf Partien statt. Auch bei der ICC World Twenty20 2007 fanden hier mehrere Spiele statt, darunter ein Halbfinale.